# 6 км (зупинний пункт, Донецька дирекція Донецької залізниці)
6 кілометр — пасажирська зупинна залізнична платформа Донецької дирекції Донецької залізниці.
Розташована на південному сході Горлівки (мікрорайон Сонячний), Горлівська міська рада, Донецької області. Платформа розташована на лінії Горлівка — Вуглегірськ між станціями Горлівка (2 км) та Байрак (6 км).
Через військову агресію Росії на сході Україні транспортне сполучення припинене, водночас керівництво так званих ДНР та ЛНР заявляло про запуск електропоїзда сполученням Луганськ — Ясинувата, що підтверджує сайт Яндекс.